# L'Obaga (Sensui)
L'Obac de les Planes, és una obaga a cavall dels termes municipals de Salàs de Pallars, en terres del poble de Sensui, i de Conca de Dalt, al Pallars Jussà, a l'antic terme de Toralla i Serradell, en el territori del poble de Rivert.
Està situat a ponent de Sensui i al sud-est de Rivert, a ponent del Tros de l'Esteve, a migdia de Sensuis i al nord de los Seixos. És a la carena entre el barranc de Rivert (nord) i el barranc de l'Aulesa (sud).